# Čokoladne sanje
Čokoladne sanje je bila slovenska romantična komična serija, premierno predvajana leta 2004.

## Igralci
| Igralec           | Vloga        | Čas igranja (sezone) |
| ----------------- | ------------ | -------------------- |
| Iva Krajnc        | Mija         | 1                    |
| Sebastian Cavazza | Egon         | 1                    |
| Matjaž Javšnik    | Štefan       | 1                    |
| Tina Gorenjak     | July - Julka | 1                    |
| Marijana Brecelj  | Pavla        | 1                    |
| Petra Pelemis     | Tinč         | 1                    |